# Jean-Baptiste Gouvion
Jean-Baptiste Gouvion (* 8. Januar 1747 in Toul; † (gefallen) 11. Juni 1792 bei Maubeuge) war ein französischer General und Politiker. Er nahm am Amerikanischen Unabhängigkeitskrieg teil und wurde drei Jahre nach Ausbruch der Französischen Revolution während eines Militäreinsatzes nahe Maubeuge durch eine Kanonenkugel getötet.

## Leben
Jean-Baptiste Gouvion war der Sohn eines Polizeileutnants von Toul. Er widmete sich dem Kriegsdienst und besuchte von 1769 bis 1770 in Mézières die Schule für die Ausbildung zum Ingenieuroffizier. Während er in Metz stationiert war, entschied er sich, nach Nordamerika zu gehen, um dort am Unabhängigkeitskrieg teilzunehmen. Am 25. Januar 1777 wurde er von seinem Militärdienst in Frankreich beurlaubt und schiffte sich am 5. März 1777 mit drei weiteren Ingenieuroffizieren in Nantes nach Amerika ein. Sie stellten sich am 5. Juli 1777 in Philadelphia dem Zweiten Kontinentalkongress vor. Drei Tage später trat Gouvion im Rang eines Majors des Geniekorps in die Kontinentalarmee ein und wurde am 17. November 1777 zum Oberstleutnant befördert. 1780 arbeitete er mit Duportail an der Verstärkung der Festungswerke von West Point. Ferner erbaute er die Redouten von Verplanck’s Point und nahm von August bis September 1781 an jenen Militäroperationen teil, die der Schlacht bei Yorktown vorausgingen. Am 16. November 1781 wurde er in den Brevet-Rang eines Obersts erhoben. Auch durfte er sich für sechs Monate auf Urlaub nach Frankreich begeben. Sogar George Washington lobte 1783 seinen Mut und sein Talent. Während seines Kriegsdienstes in Amerika lernte er den französischen General Lafayette kennen. Im Oktober 1783 beendete er seinen Einsatz im amerikanischen Unabhängigkeitskrieg und kehrte endgültig nach Frankreich zurück, um dort wieder seinen Dienst in der königlichen Armee anzutreten.
Am 4. Juli 1784 wurde Gouvion zum Ritter des Ordens von Saint-Louis ernannt und 1787 zum Mestre de camp befördert. Als Lafayette nach dem Ausbruch der  Französischen Revolution im August 1789 der Oberbefehl über die Pariser Nationalgarde übertragen wurde, stand ihm Gouvion als Generalmajor zur Seite. Er hatte in der Nacht des 20. Juni 1791 den Dienst in den Tuilerien und obgleich von Lafayette zu hoher Wachsamkeit ermahnt, bemerkte er nicht die Flucht der Königsfamilie, obwohl ihm manche Vorbereitungen auffielen. Am nächsten Morgen zog er von allen Seiten Erkundigungen ein und erstattete im Auftrag des Obergenerals über deren Ergebnisse am 21. Juni der Nationalversammlung Bericht. Am 30. Juni rückte er in den Rang eines Maréchal de camp auf.
Am 7. September 1791 wurde Gouvion zum Deputierten der Hauptstadt in der gesetzgebenden Versammlung gewählt, trat im nächsten Monat in deren Militärausschuss ein und hielt am 4. Dezember 1791 eine Rede gegen die Aristokraten von Toul, die sich nicht scheuten, das Heer der Emigranten zu unterstützen. Die Meuterei der Soldaten des Schweizerregiments Châteauvieux zu Nancy, bei der sein Bruder, Kommandant der Nationalgarde von Toul, umgekommen war, machte auf ihn einen sehr niederschlagenden Eindruck. Als die zur Galeerenstrafe verurteilten Meuterer später Gnade vor den Augen des Volkes fanden und nach Paris gebracht wurden, um vor der Nationalversammlung als Märtyrer der Freiheit zu erscheinen, widersetzte sich Gouvion am 9. April 1792 mit allen Kräften dem Antrag, ihnen die Ehrung der Sitzung zuzuerkennen. Hierbei bemerkte er, dass er die Mörder seines Bruders, eines guten Patrioten, nicht sehen könne. Er wurde aber durch das Geschrei der Menge unterbrochen und der Deputierte Choudieu rief ihm zu, er möge sich entfernen, sonst dürfte ihn leicht das Los seines Bruders treffen. Gouvion nahm sofort seine Entlassung als Deputierter, forderte Choudieu zum Duell auf und verwundete ihn durch einen Pistolenschuss schwer.
Daraufhin begab Gouvion sich wieder zu dem von Lafayette befehligten Armeekorps und diente unter ihm als Generalleutnant. Am 11. Juni 1792 wurde er in der Nähe des Dorfes Grisuelle bei Maubeuge von einer Kanonenkugel getötet, als er sich bemühte, seine Truppen, die durch Nachlässigkeit der Vorposten von einem österreichischen Korps überrumpelt worden waren, wieder zu sammeln. Lafayette ließ seinen Freund mit allen Ehren bestatten und Mulot, ebenfalls Deputierter der Stadt Paris, hielt seinem früheren Genossen am 21. Juni 1792 in Notre-Dame eine seine Verdienste und seinen Charakter nach Gebühr würdigende Leichenrede.